# Шота Руставели
Шота Руставели (груз. შოთა რუსთაველი) је грузијски песник из XII века, аутор спева Витез у тигровој кожи (груз.  — „Он у леопардовој кожи”). 
Његови биографски подаци су оскудни. Зна се да је презиме Руставели добио по родном месту Рустави. Рођен је између 1160. и 1165. Образовао се у Византији. Био је министар на двору краљице Тамаре. 